# Popo (czasopismo)
Popo – tygodnik wydawany we Wrocławiu od czerwca 1992 do kwietnia 1993. Pełny tytuł gazety (Popo wrocławska popołudniówka) nawiązywał do zamierzonego profilu czasopisma, mającego obejmować również zagadnienia lżejszej wagi. Założycielami gazety byli Zenon Michalak, Henryk Klik i Zdzisław Smektała (ten ostatni był redaktorem naczelnym). W czasopiśmie publikowali swoje felietony m.in. Wojciech Dzieduszycki i Jan Kaczmarek, ilustracje zamieszczali m.in. Andrzej Czeczot, Andrzej Mleczko i Henryk Sawka; do zespołu redakcyjnego trafiło też kilkoro dziennikarzy ze wstrzymanego w 1991 „Dziennika Dolnośląskiego”. Pod koniec istnienia „Popo” pojawiało się w nim coraz więcej wątków sensacyjnych, zabiegi te jednak nie wpłynęły na poprawienie sprzedaży i po niespełna roku od wydania pierwszego numeru gazeta została zamknięta.

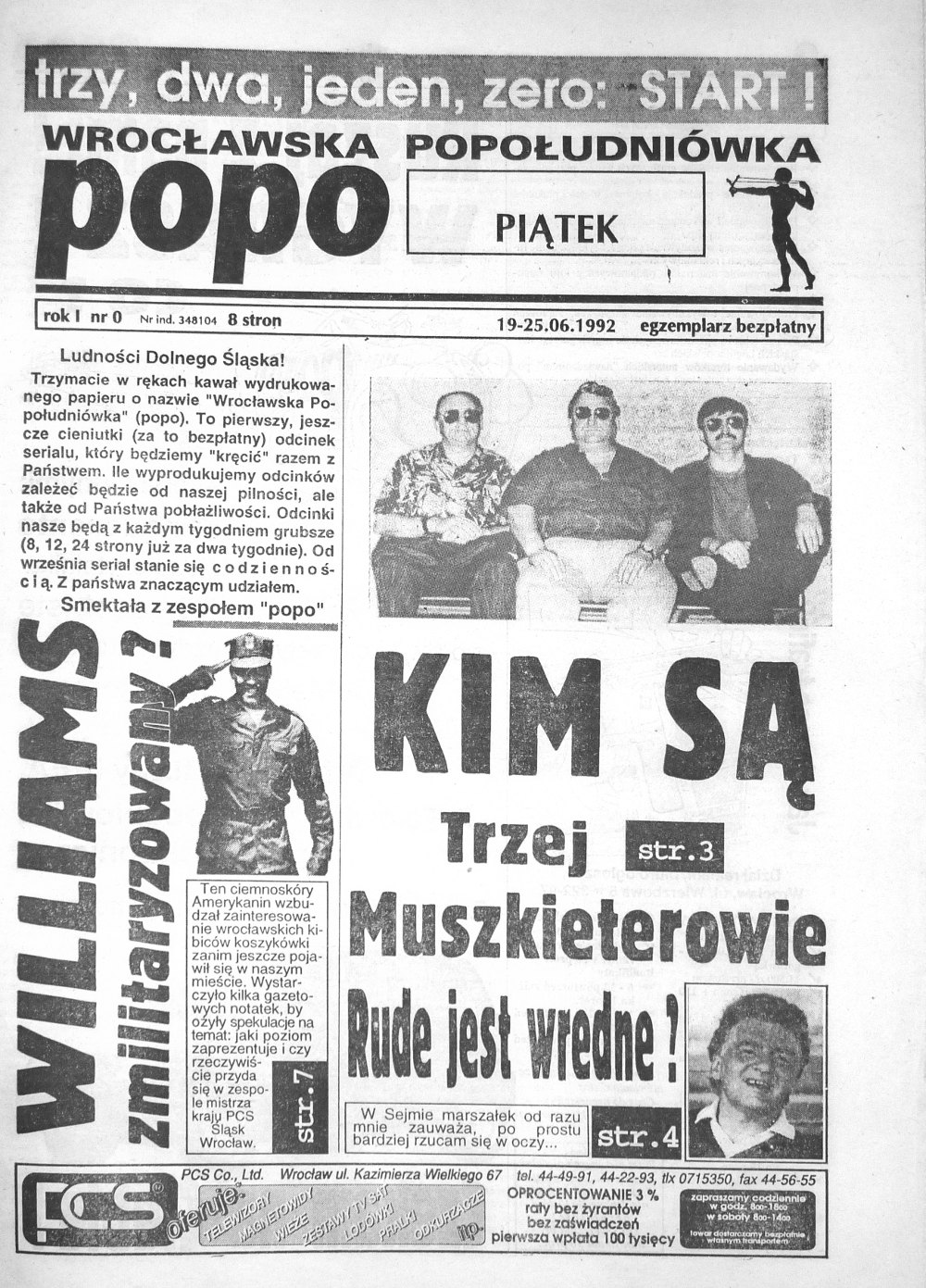
numer sygnalny
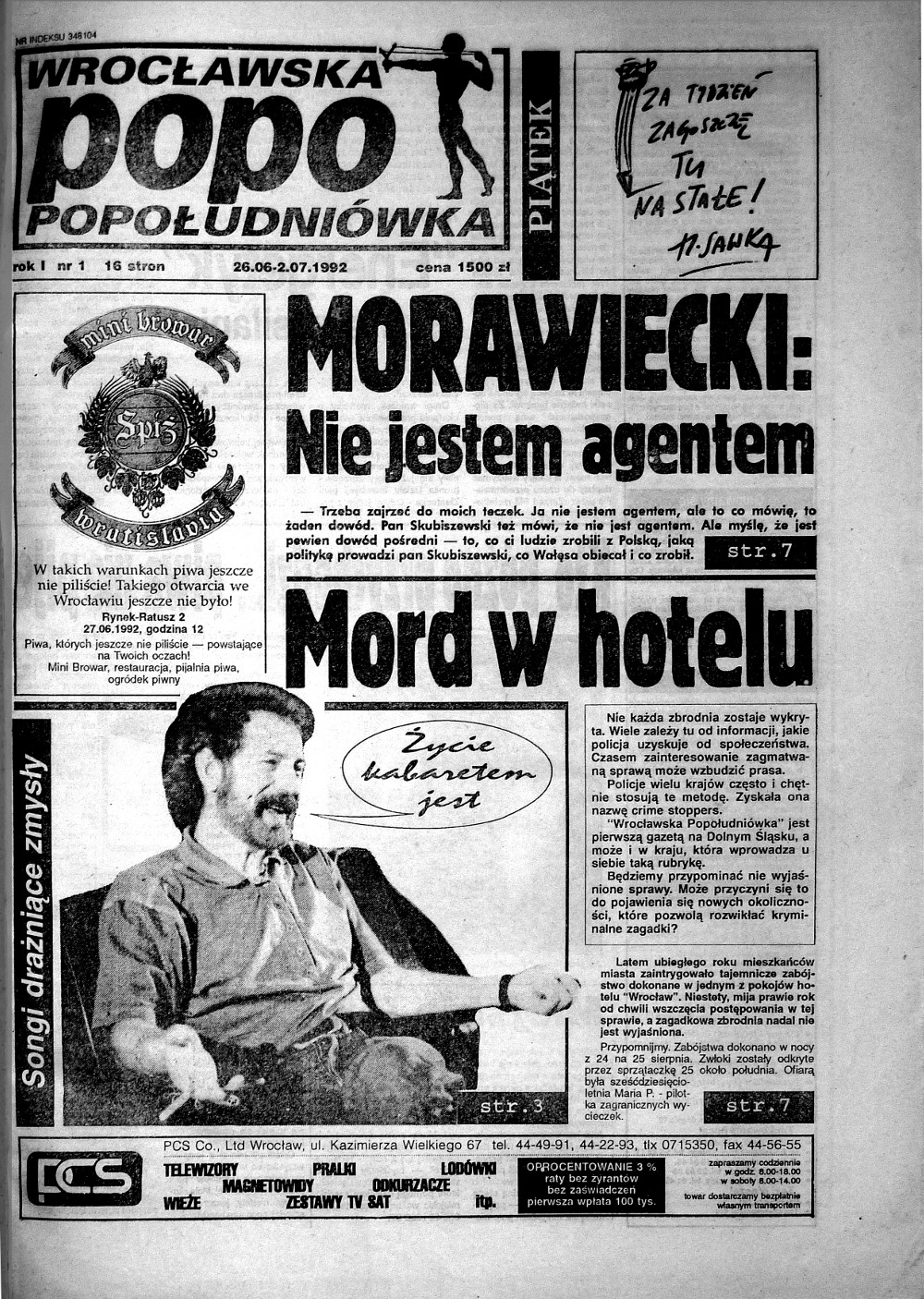
numer pierwszy
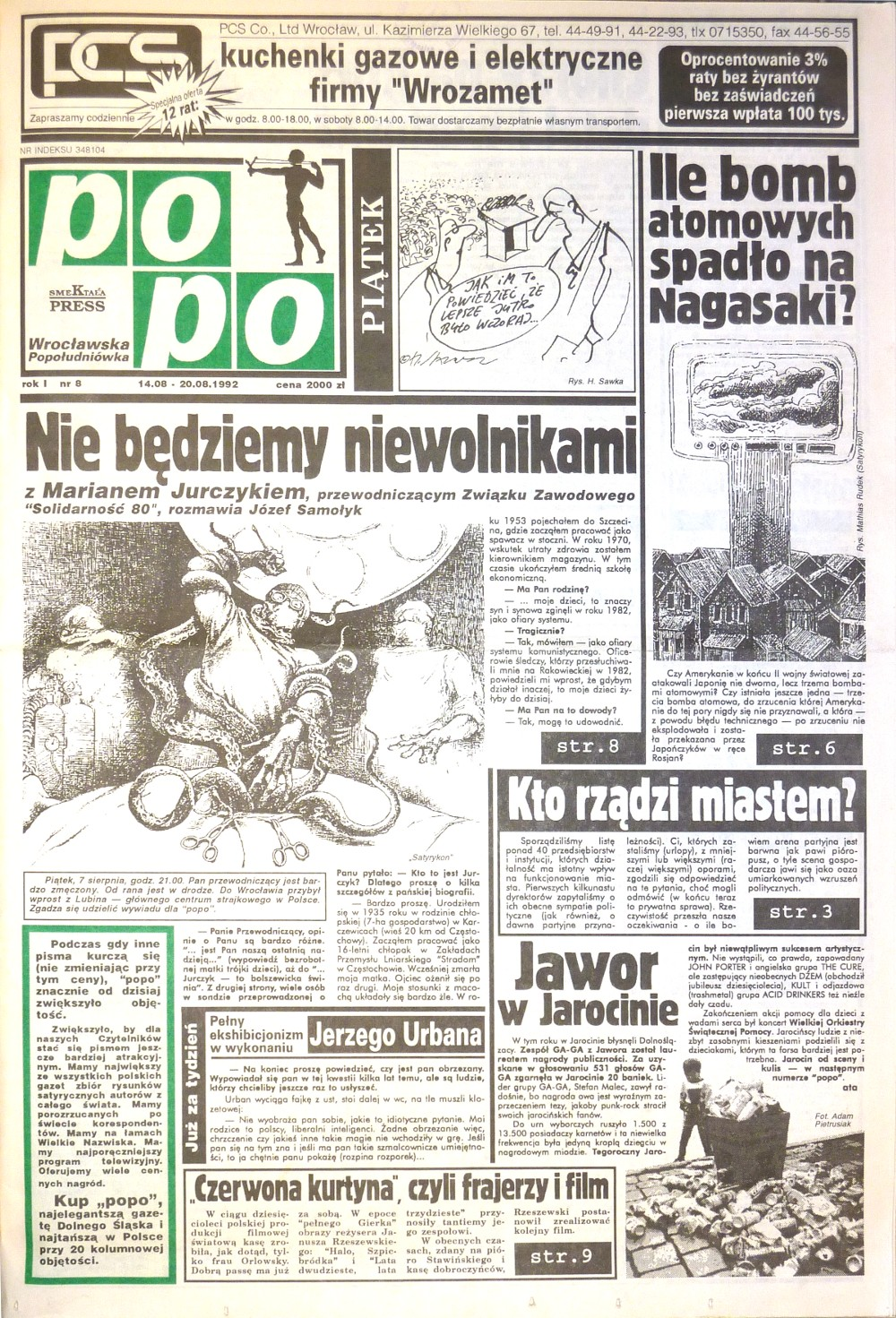
nr 8, pierwszy z kolorem
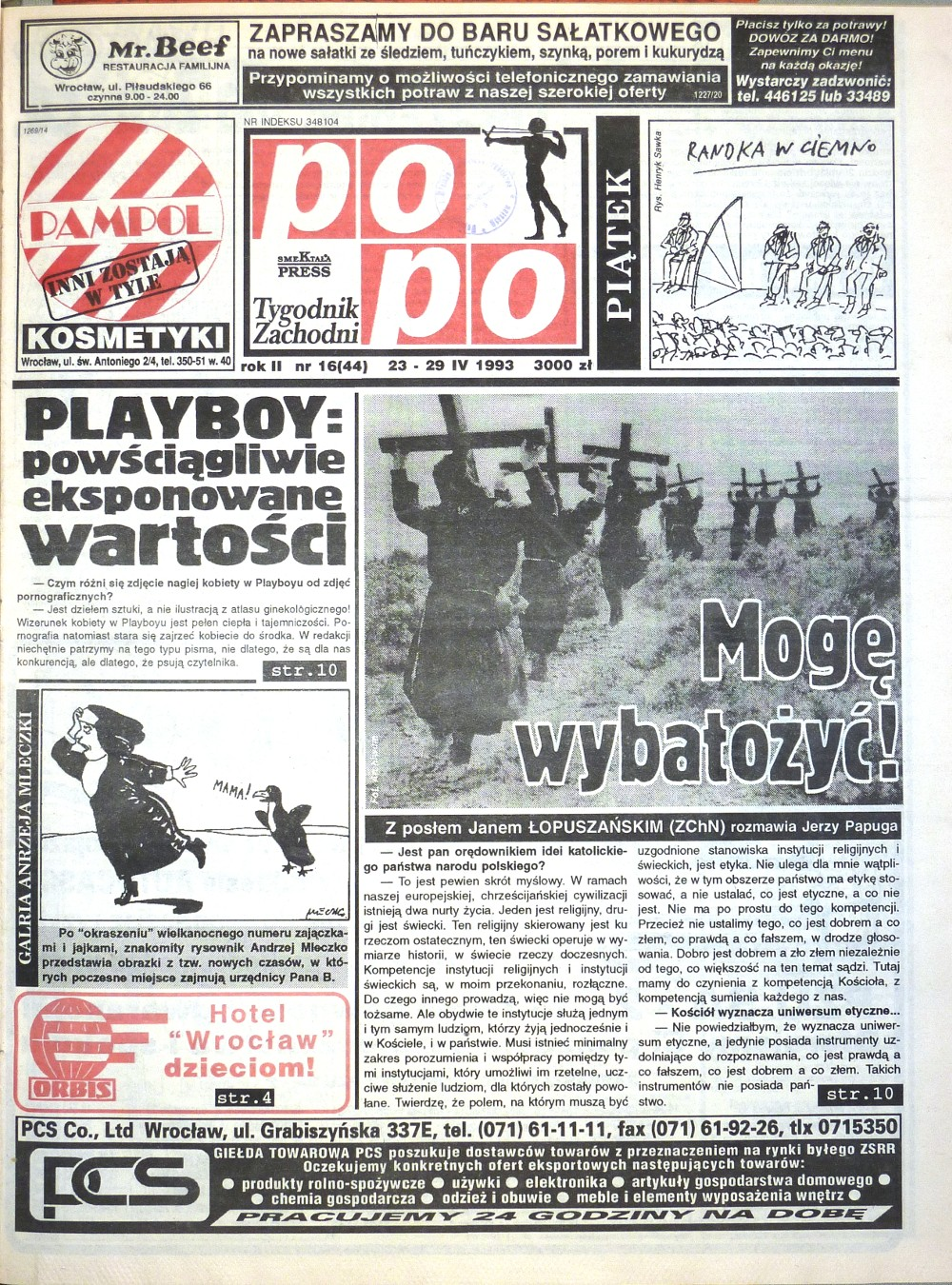
numer 44, ostatni